# Baltsuccinus
Baltsuccinus Wunderlich, 2004 è un genere di ragni fossili appartenente alla famiglia Baltsuccinidae.
È l'unico genere della famiglia Baltsuccinidae.

## Caratteristiche
Genere fossile risalente al Paleogene. I ragni sono costituiti da parti molli molto difficili da conservare dopo la morte; infatti i pochi resti fossili di aracnidi sono dovuti a condizioni eccezionali di seppellimento e solidificazione dei sedimenti.

## Distribuzione
La specie è stata rinvenuta in alcune ambre baltiche.

## Tassonomia
A febbraio 2015, di questo genere fossile sono note due specie:
- Baltsuccinus flagellaceus Wunderlich, 2004l[2] †, Paleogene
- Baltsuccinus similis Wunderlich, 2004l †, Paleogene